# 山梨県道716号富士北麓公園線
山梨県道716号富士北麓公園線（やまなしけんどう716ごう ふじほくろくこうえんせん）は、山梨県富士吉田市の富士北麓公園付近から南都留郡富士河口湖町の山梨県道707号富士河口湖富士線に至る一般県道である。

## 概要

### 路線データ
- 起点：山梨県富士吉田市上吉田
- 終点：山梨県南都留郡富士河口湖町

## 通過する自治体
- 山梨県富士吉田市 - 南都留郡富士河口湖町

## 交差する道路
- 山梨県道707号富士河口湖富士線

## 周辺
- 富士北麓公園